# Acroneuria apicalis
Acroneuria apicalis là một loài cánh úp thuộc họ Perlidae. Tên khoa học của loài này được Stark và Sivec công bố hợp lệ lần đầu tiên năm 2008.
Loài côn trùng này có sải cánh dài 27 mm đối với con đực và 30 mm đối với con cái. Loài này có ở Việt Nam.